# Rozdziele (powiat bocheński)

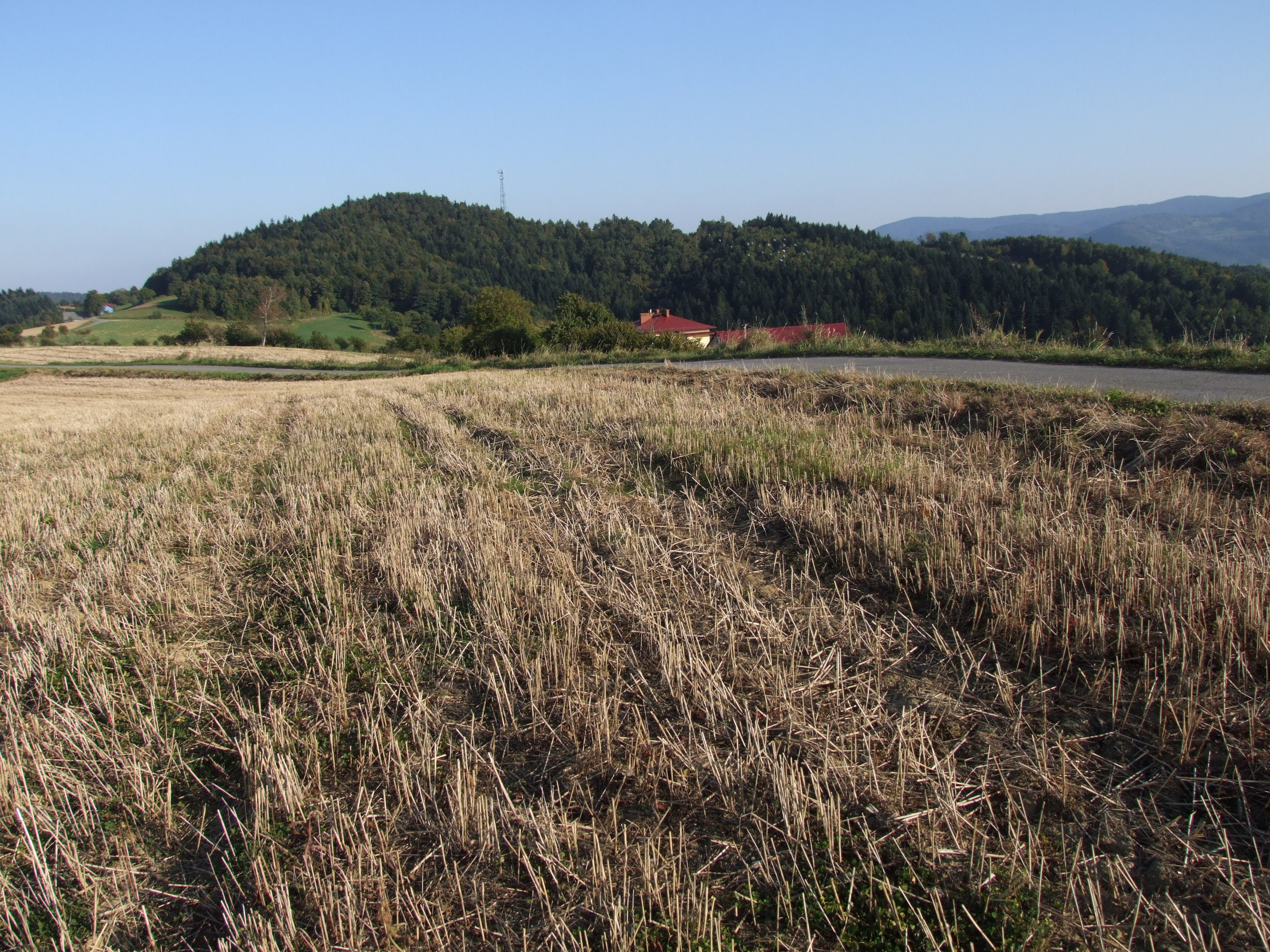
Widok na Cubę z punktu widokowego na Widomej

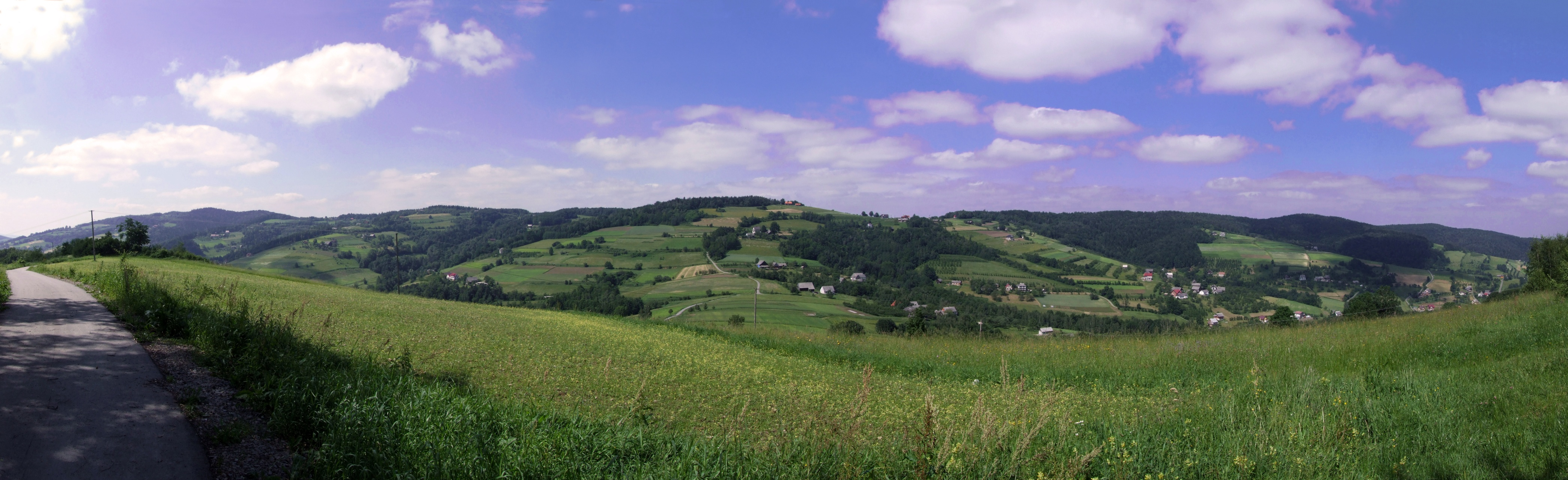
Widok z Jastrząbki na dolinę Rozdzielca i wieś Rozdziele

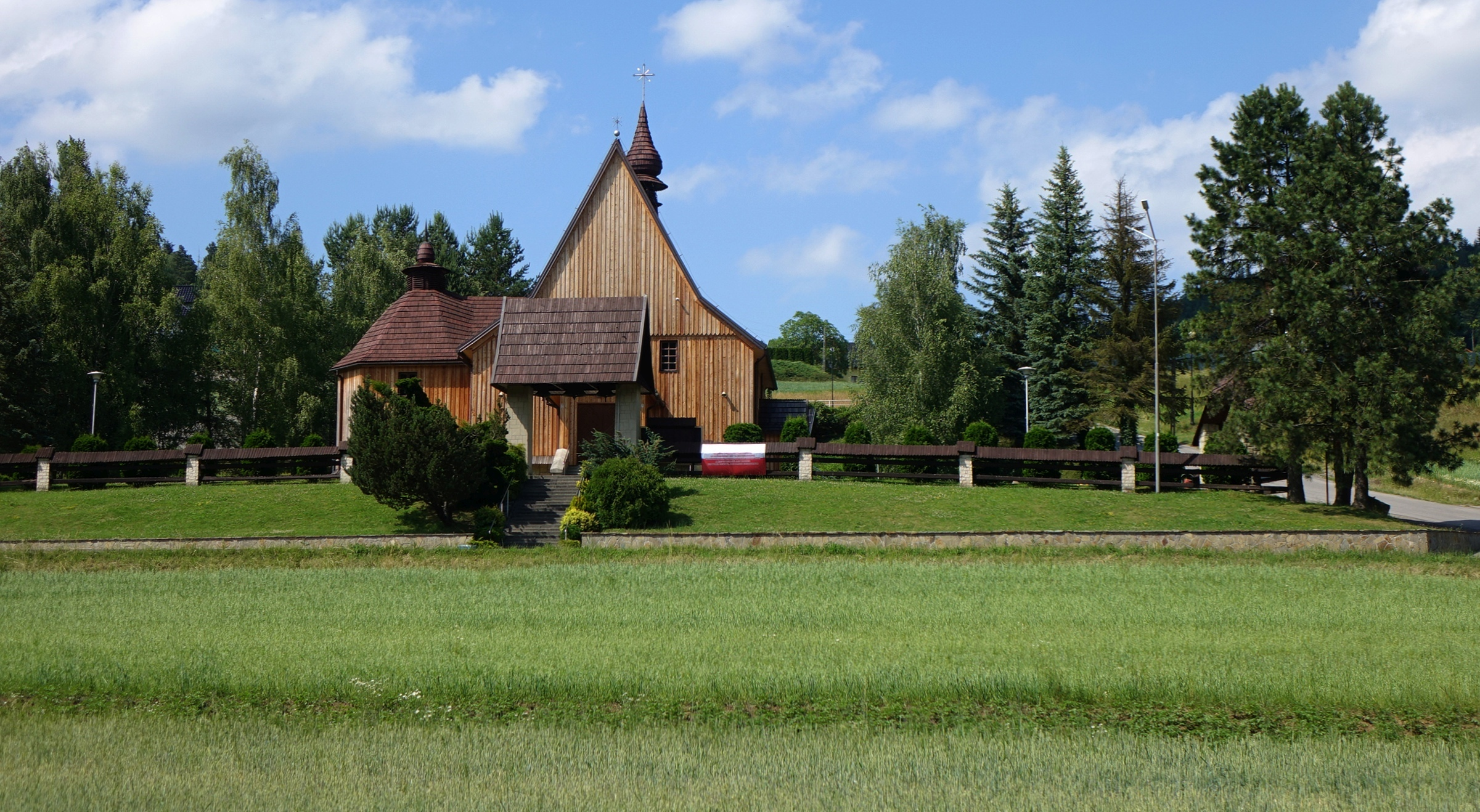
Kościół św. Jakuba Apostoła z końca XV wieku

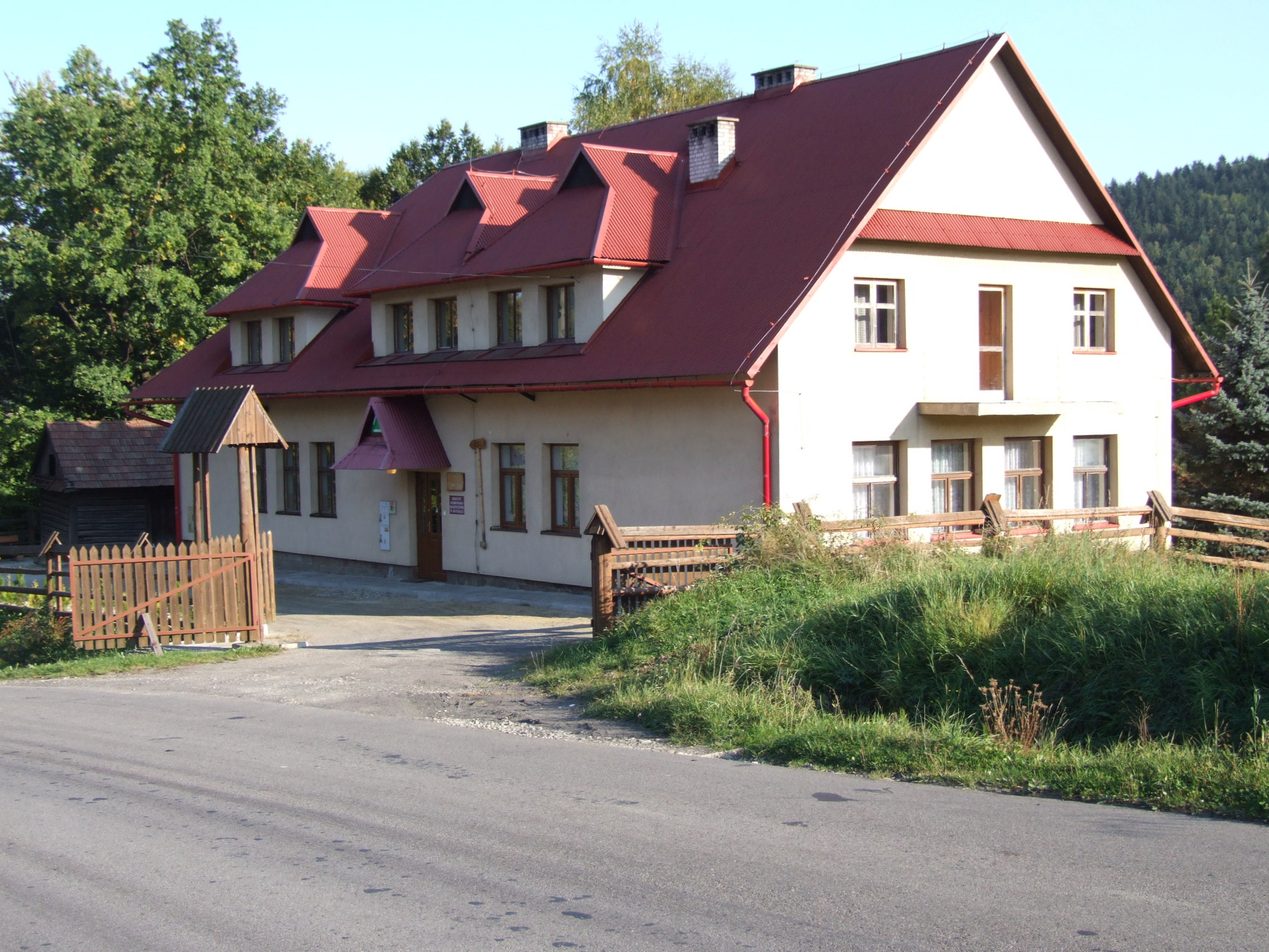
Szkolne Schronisko Młodzieżowe

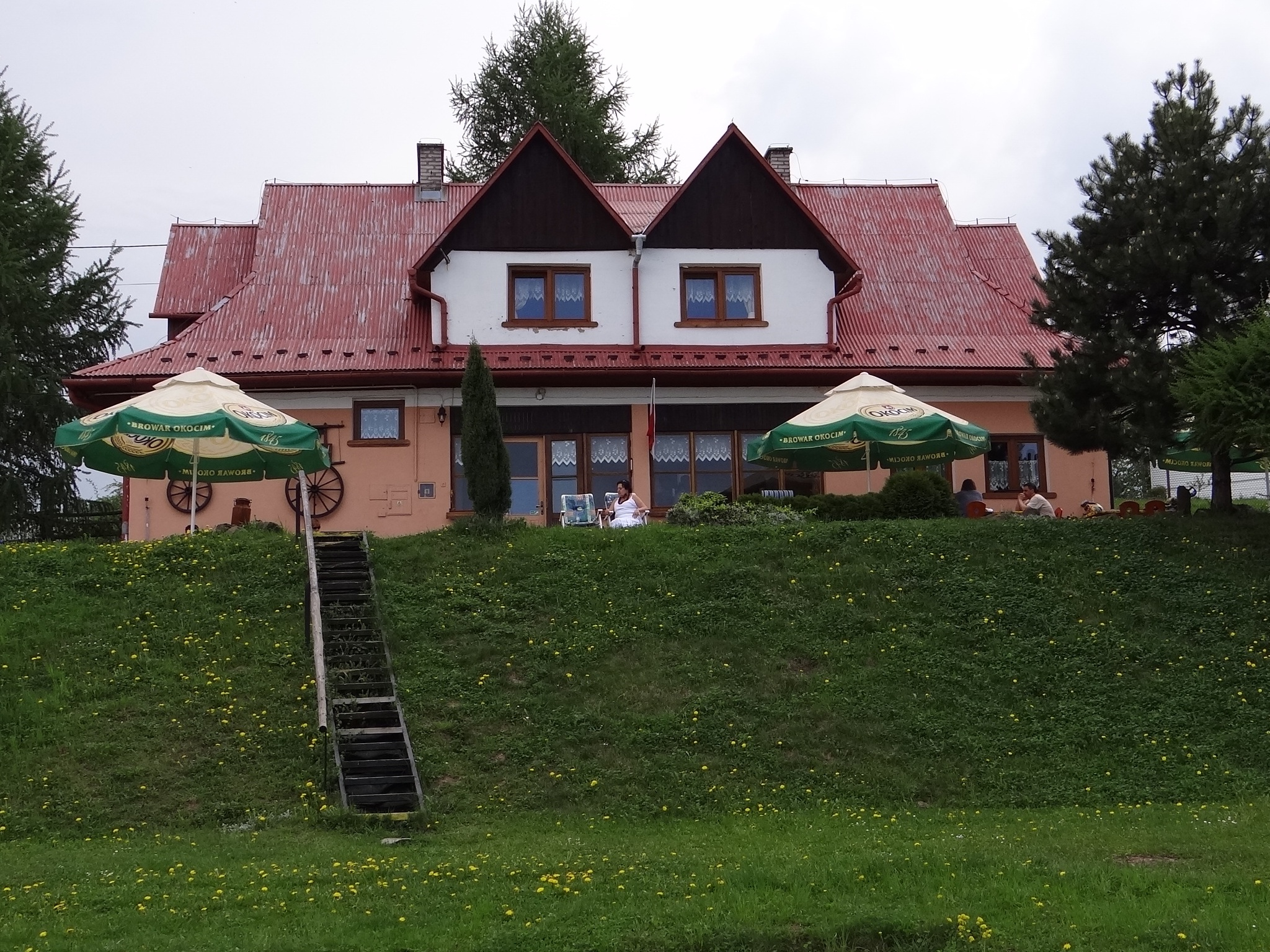
Bacówka na Zadzielu

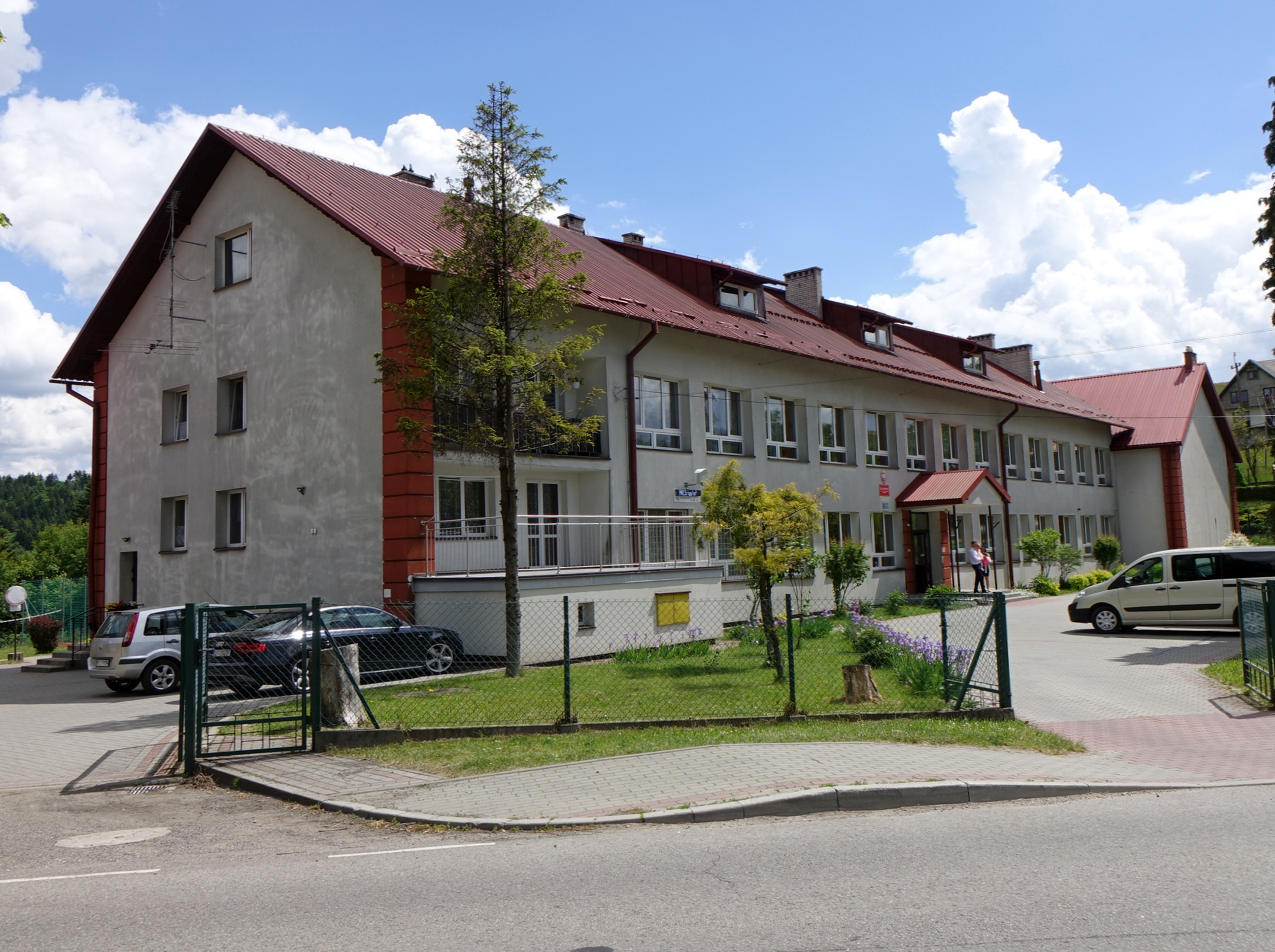
Szkoła

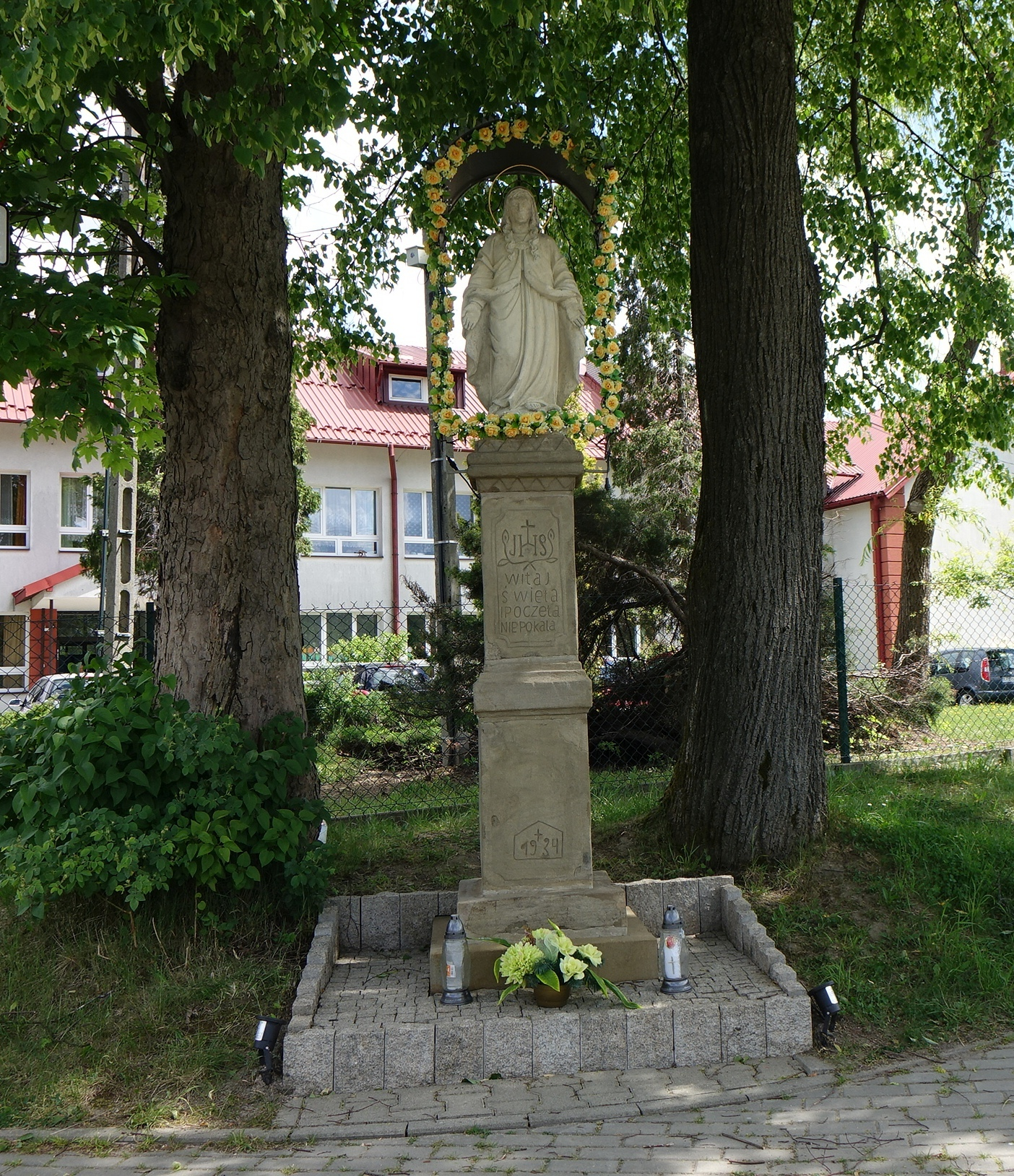
Figura Matki Bożej Niepokalanej

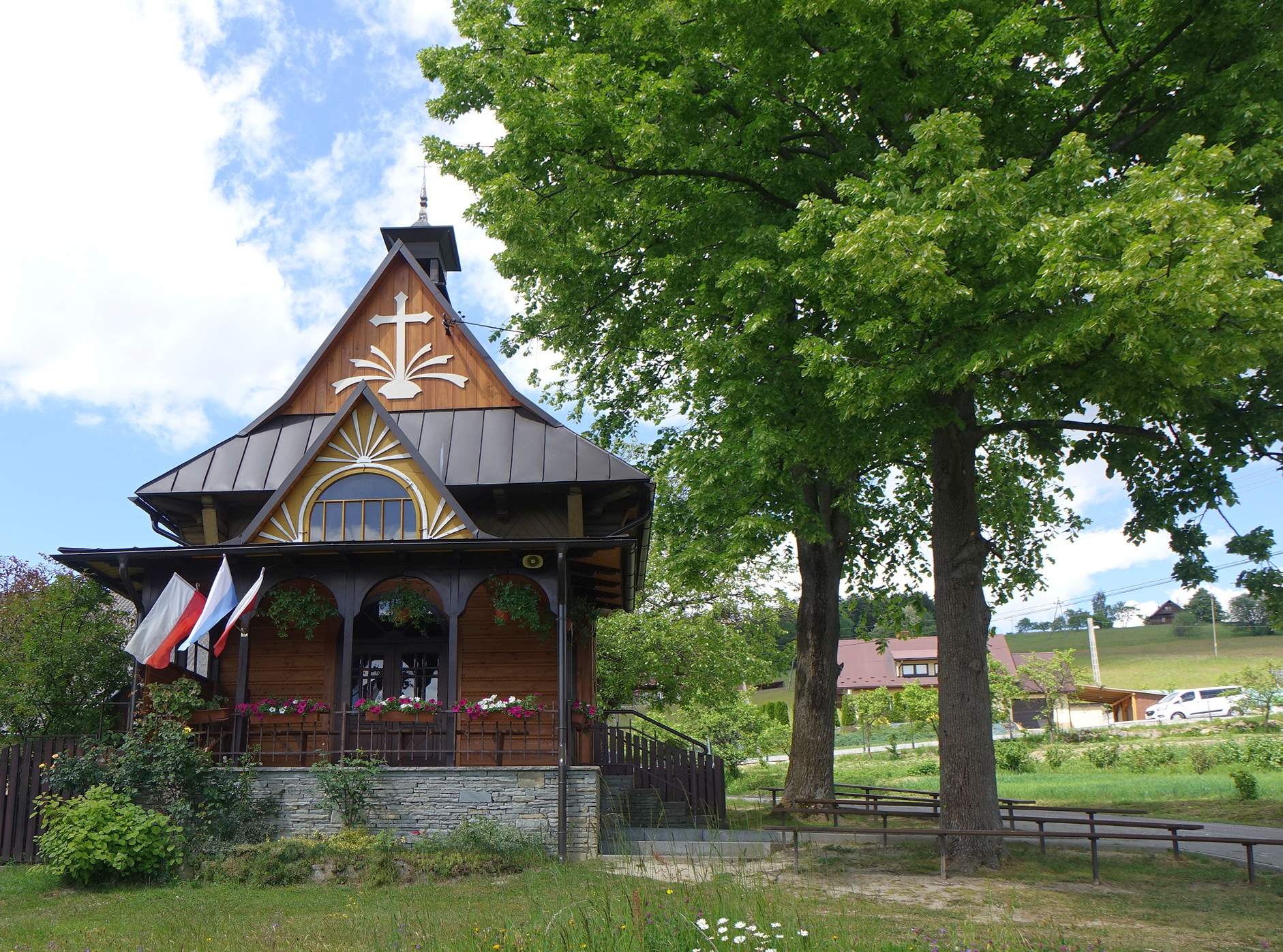
Kaplica pod lipami

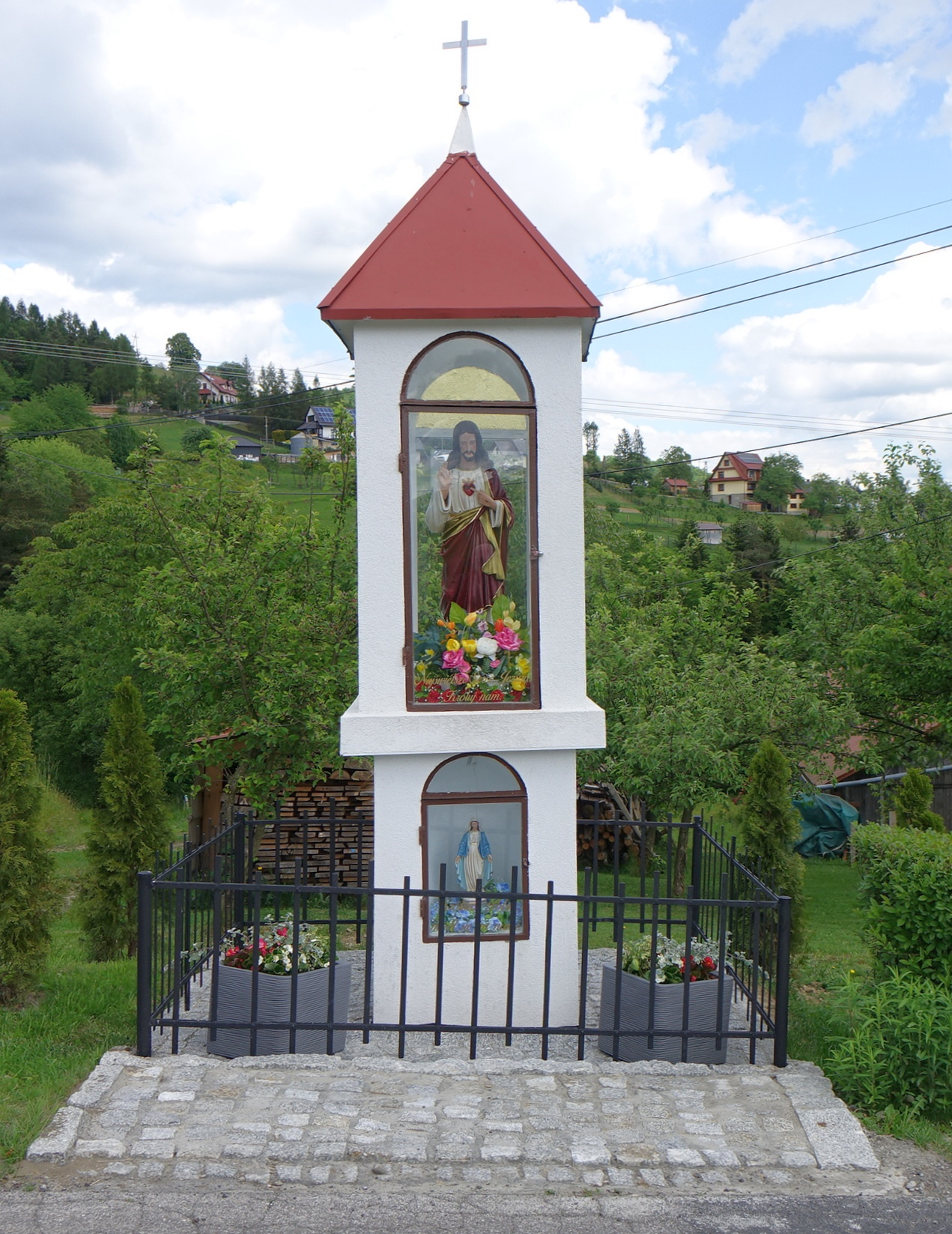
Kapliczka Najświętszego Serca Pana Jezusa

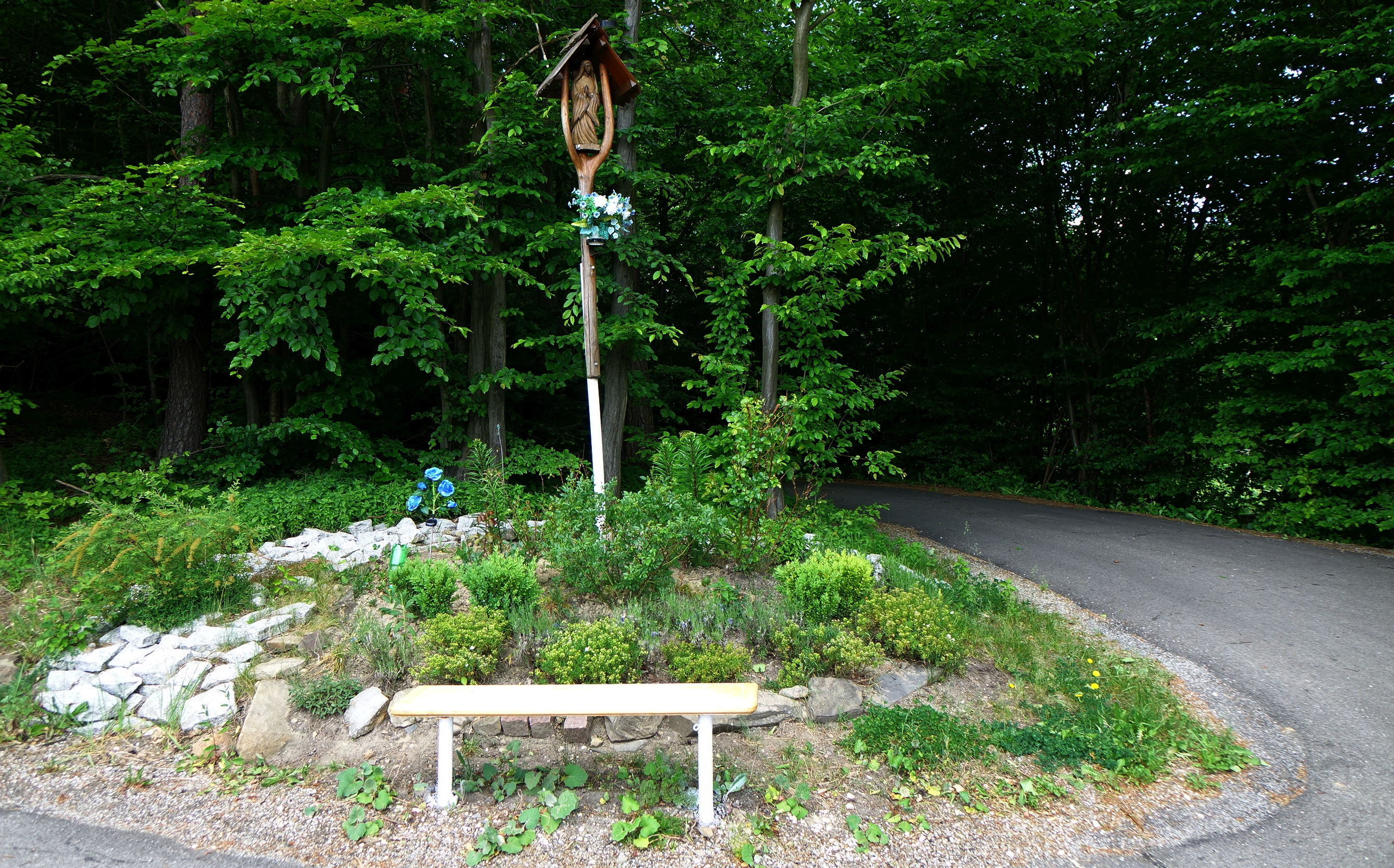
Figurka NMP z Lourdes na stokach Łopusza Wschodniego

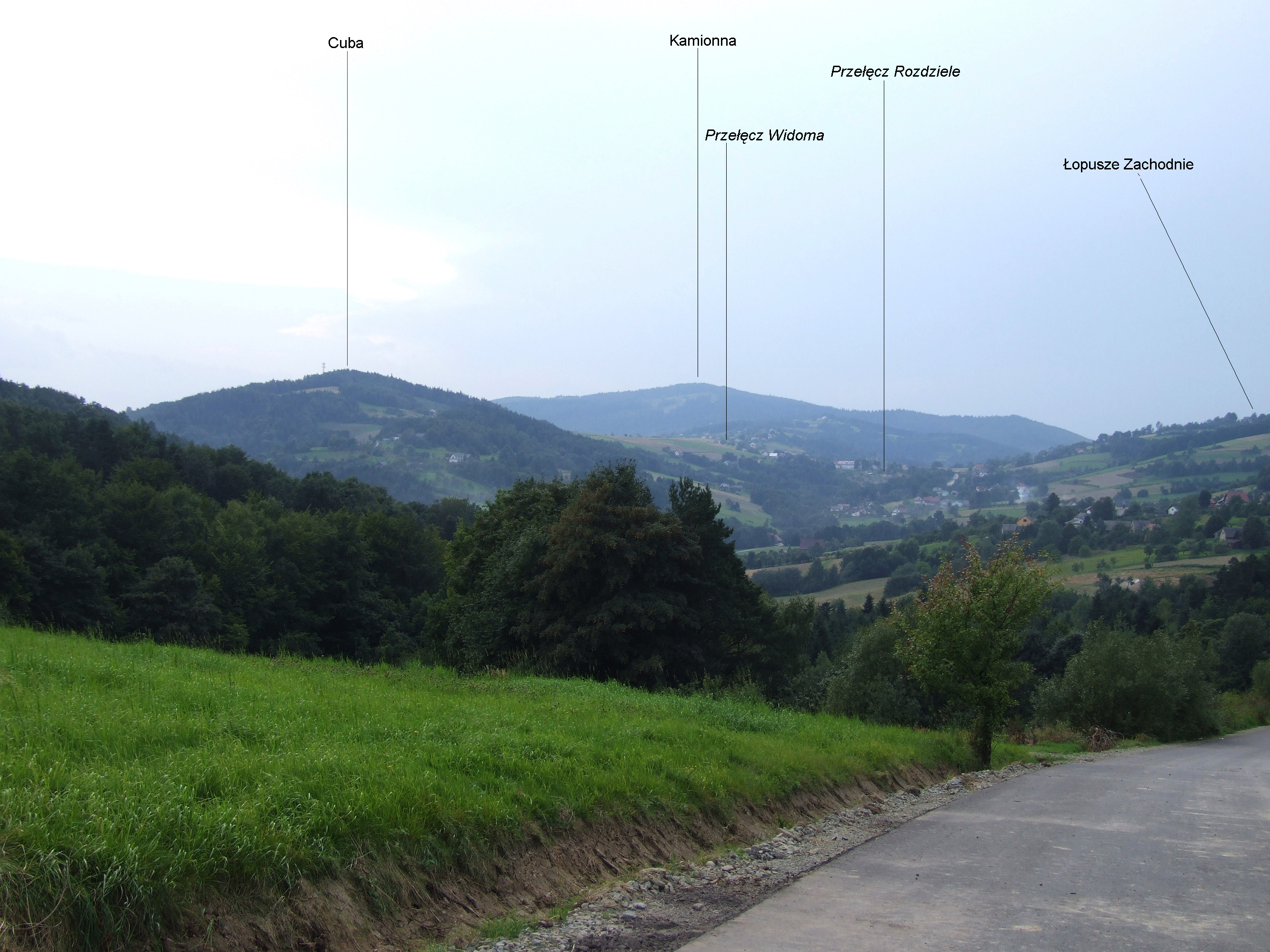
Widok na wieś Rozdziele z Kamionki Małej

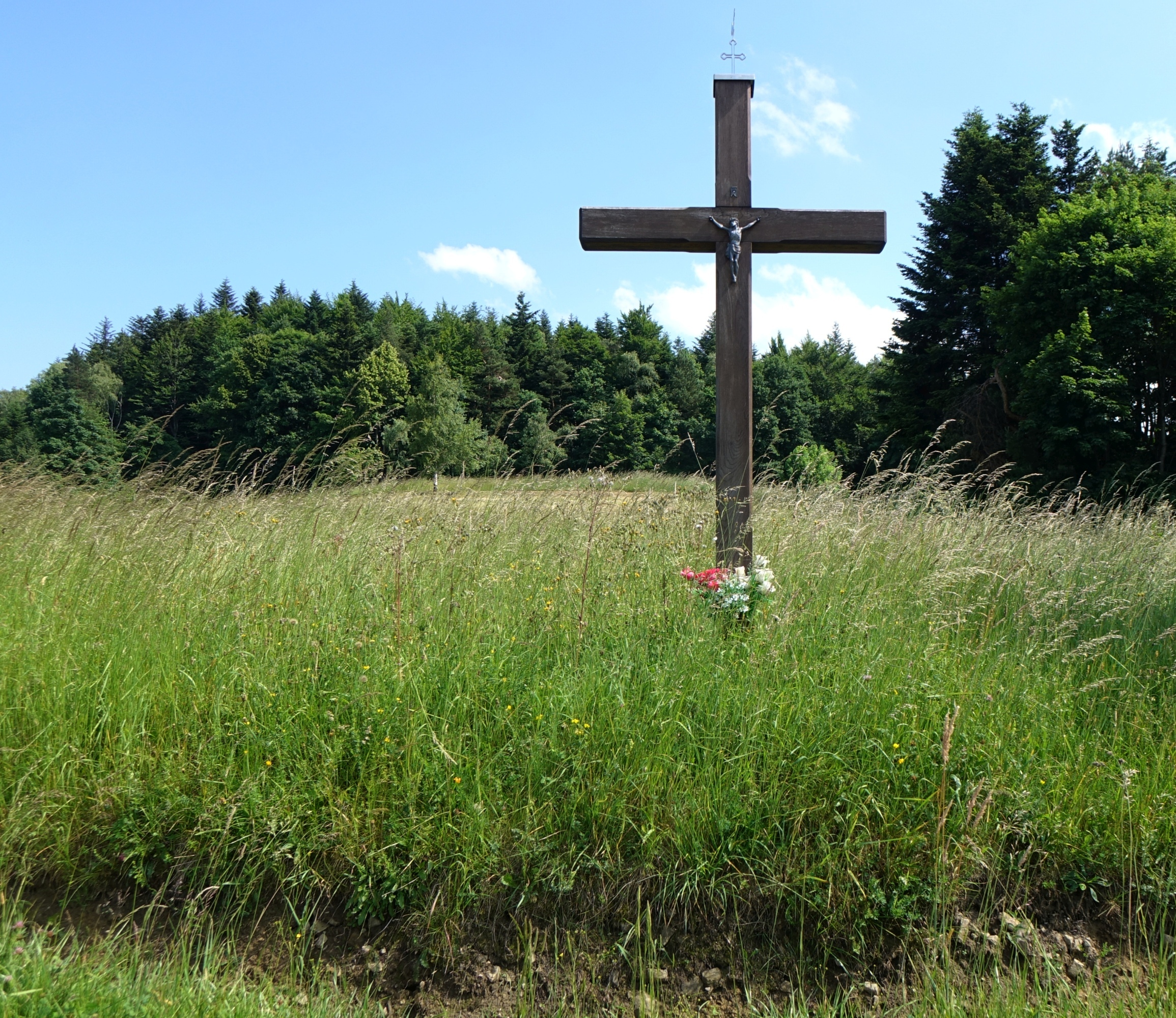
Krzyż choleryczny na Błaskówce

Rozdziele – wieś w Polsce, położona w województwie małopolskim, w powiecie bocheńskim, w gminie Żegocina.
W latach 1975–1998 miejscowość należała administracyjnie do województwa tarnowskiego.

## Integralne części wsi
| SIMC    | Nazwa           | Rodzaj    |
| ------- | --------------- | --------- |
| 0839180 | Błasiak         | część wsi |
| 0839174 | Błaskówka       | część wsi |
| 0839197 | Dolany          | część wsi |
| 0839205 | Dolne Rozdziele | część wsi |
| 0839211 | Dział           | część wsi |
| 0839228 | Górne Rozdziele | część wsi |
| 0839234 | Kmiecie         | część wsi |
| 0839240 | Na Dolinach     | część wsi |
| 0839257 | Na Górach       | część wsi |
| 0839263 | Na Wygonach     | część wsi |
| 0839270 | Najbrówka       | część wsi |
| 0839286 | Przysłop        | część wsi |
| 0839292 | Rola            | część wsi |
| 0839300 | Za Dworem       | część wsi |

## Położenie

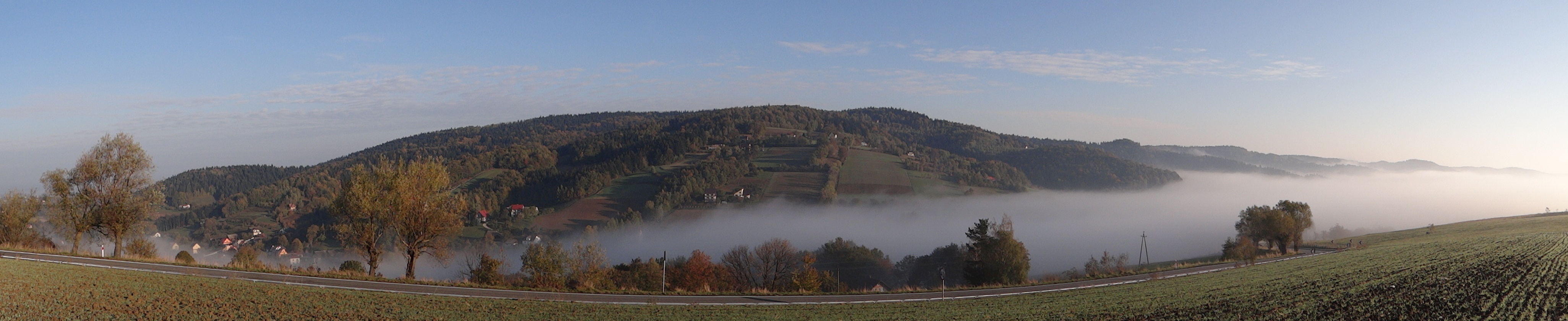
Rozdziele w morzu mgieł, Widok z Przełęczy Widoma

Wieś położona jest w Beskidzie Wyspowym na przełęczy Rozdziele oraz w dolinach spływających spod niej w przeciwne strony potoków Rozdzielec i Trzciański Potok. Północne zbocza tych dolin tworzą Łopusze Zachodnie (661 m), Łopusze Środkowe (596 m), Łopusze Wschodnie (612 m) i Kobyła (603 m), zbocza południowe Kamionna (801 m) i mniejsze wzniesienia: Cuba (596 m) i Jastrząbka (545 m). Przez miejscowość Rozdziele przebiega droga wojewódzka nr 965 z Limanowej do Bochni.
Wieś znajduje się w dziale wodnym rozdzielającym zlewnię Raby od zlewni Dunajca. Właśnie od tego pochodzi nazwa wsi. Spływający spod przełęczy Widoma na wschód potok Rozdzielec jest w zlewni Dunajca, natomiast potoki po zachodniej stronie przełęczy są źródłami Potoku Saneckiego w zlewni Raby.
Sąsiaduje z miejscowościami: Kamionka Mała, Kamionna, Bytomsko, Bełdno, Rajbrot, Laskowa, Pasierbiec, Żegocina.

## Toponimika nazwy
Nazwa wsi Rozdziele pochodzi zapewne od działu wód, który właśnie tutaj dzieli zlewnię Raby od zlewni Dunajca. Niektórzy jednak twierdzą, że wywodzi się od obniżenia pomiędzy Kamionną a Łopuszem, które tworzy Przełęcz Rozdziele, jednak pierwsza hipoteza związana z działem wód jest bardziej prawdopodobna. 
Najstarszy zapis nazwy „Rozdziele” pochodzi z 1262 roku. Dokument klasztoru w Libichowej z 1266 wieku nazywa wieś „Rozdele”. W 1415 na kartach kroniki parafialnej wioska wspominana jest jako „Rozdzielin”. Prawdopodobnie w XVII wieku dwóch braci pokłóciło się, i starszy został w macierzystym dworze w miejscu dzisiejszej szkoły, zaś drugi przeprowadził się z matką do dworu wybudowanego w innej części wsi (nieopodal dzisiejszej kaplicy „pod lipami”). Wieś została podzielona wtedy na dwie części: górną i dolną. Wnet jednak musiała się złączyć, bo na pieczęci z 1804 roku widnieje napis „Gromada Rozdziela Górnego i Dolnego”, jednak dwory pozostały dwa, aż do rozparcelowania w 1848 roku.

## Historia

### Opis wsi z 1889 roku
Opis wsi Rozdziele z 1889 roku zawarty w książce „Słownik Geograficzny Królestwa Polskiego i innych krajów słowiańskich”.
„Rozdziele – Dolne i Górne, dwie wsi w pow. bocheńskim, tworzą wspólny korpus tabularny. Parafia i urz. poczt. w Rzegocinie (o 3.7 do 5,6 klm.). Leżą w okolicy podgórskiej i lesistej, przy gościńcu z Bochni do Limanowy. R. Dolne wznies. 379 mt., ma 36 dm. i 287 mk. R. Górne zajmuje szczyt wzgórza (415 do 535 mt.); liczy 110 dm. i 823 mk. Prócz tego na rozparcelowanym obecnie obszarze więk. posiadłości jest 4 dm. i 21 mk. Pod względem wyznania jest ogółem 1098 rz.kat. i 33 izrael. Nazwę tę spotykamy w dypl. Bolesława Wstydliwego z d. 9 maja 1262 (Kod. dypl. kat. krak., wyd. Piekosiński, I, 86), w którym książę nadał las Rozdziele, położony w okolicy Bochni, Dzierżykrajowi z Niegowici i jego bratu Wrzonowi, kanon. krak. W r. 1581 (Pawińśki, Małop., 55) dzieliło się R. Dolne na dwie części: Otfinowskiego, mającą 23/4 łanu kmiec. i Zofii Kowalewskiej z 3/4 łanu kmiec.; Górne zaś, należące do par. w Tęgoborzy (tamże, 137), również na dwie części: Andrzeja Tęgoborskiego z półłankiem kmiecym i spadkobierców Jerzego Jordana z 3 półłankami i zagrodą z rolą. (Mac.)”

### Początki wsi
Najdawniejsza wzmianka o Rozdzielu pochodzi z dokumentu wydanego w 1262 przez Bolesława Wstydliwego, w którym władca nadaje Dzierżykrajowi z Niegowici las położony w pobliżu miasta Bochni „[…]aż do Rozdziela, do granic góry Jeziernik”. Fakt ten nie świadczy o tym, że już wtedy istniała tu osada, gdyż w tamtych czasach nadawanie nazw wyprzedzało zakładanie osad. Rozdziele jest wymieniane w 1266 roku, w dokumentach klasztoru Augustianów z Trzciany Libichowej, z których wynika, że obszar należący do klasztoru obejmował teren od potoku Sieradzki do Rozdziela („usque po Rozdele luctam sylvam”). 
W księgach ziemskich krakowskich pod rokiem 1415 odnotowano, że Katarzyna – wdowa po Zawiszy z Łąkty sprzedała wsie: Rozdziele i Bytomsko – Piotroszowi ze Smolic, co świadczy o tym, że wieś musiała istnieć kilkadziesiąt lat wcześniej. W dokumentach parafii żegocińskiej z 1415 roku Rozdziele wspomniane jako „Rozdzielin”. W spisie wsi Rozdziele wymienione jest dopiero w 1490 roku.

### Lata późniejsze
W 1504 roku Rozdziele należało do dóbr Strzeleckich i Jana z Otwinowa, a w 1513 tylko do tegoż Otwinowskiego. W 1581 były tu już dwa samodzielne folwarki, co świadczy o szybkim rozwoju osady. Dzieliło się już wtedy na dwie części: Józefa Otwinowskiego (2 i 3 łanu kmiecego) i Zofii Kowalewskiej (2/3 łanu). W XVI w. Rozdziele należało do powiatu szczyrzyckiego i graniczyło z powiatem sądeckim. Rozdziele należało do parafii w Żegocinie. W 1629 roku wieś zakupił ród Lubomirskich. Wizytacja kościelna z 1748 podaje, że żegociński organista otrzymywał z Rozdziela świadczenia w owsie. 
W wyniku I rozbioru Polski Rozdziele znalazło się w zaborze austriackim. Panowała tu duża bieda wynikająca z przestarzałych metod gospodarowania na roli i kiepskiej jakości gruntów oraz przeludnienia i ucisku pańszczyźnianego. Dopiero zniesienie pańszczyzny w 1848 spowodowało wykarczowanie sporej części lasów dworskich i powstanie kilkudziesięciu nowych gospodarstw. Bieda zmusiła na przeł. XIX i XX w. wielu mieszkańców wsi do emigracji za chlebem. Dwór w dolnej części wsi w 1827 roku był w posiadaniu Michała Marszałkiewicza, a 1867 roku dziedziczył ten dworek Maxymilian Garlicki, zaś w 1902 Samuel Rosenblum. 
Dwór rozparcelowano w 1904 roku. W 1827 roku Michał Lewicki był dziedzicem dóbr dworu w górnej części wsi, w 1846 Jan Kanty Zabawski a ostatnim dziedzicem przed rozparcelowaniem – Roman Zabawski. We wsi istniała karczma „Murowaniec”, gdzie w 1900 roku zatrzymała się fala pogromu żydów na sądecczyźnie. W 1957 zarejestrowano miejscową jednostkę OSP, a 26 maja 2002 oddano do użytku remizę. W 1958 roku, staraniem ks. Michała Krawczyka, wzniesiono w Rozdzielu pierwszą kaplicę wokół przydrożnej figury uważanej przez okoliczną ludność za łaskami słynącą. Nadano jej wezwanie Niepokalanego Serca NMP. Wówczas w miesiącach letnich księża z Żegociny odprawiali w niej msze św. 
W 1986 roku, staraniem ks. Antoniego Poręby, przeniesiono do wsi drewniany, XV-wieczny kościół pw. św. Jakuba Apostoła. Pod szczytem Łopusza Wschodniego, przy tak zwanej „starej drodze kościelnej” z Rozdziela do Żegociny, znaleźć można krzyż upamiętniający katastrofę lotniczą z 29 maja 2002. W wypadku zginęły wtedy 4 osoby – Polka i troje Niemców.

## Zabytki
Obiekty wpisane do rejestru zabytków nieruchomych województwa małopolskiego:
- Kościół pw. św. Jakuba Apostoła z końca XV wieku – gotycki, drewniany, konstrukcji zrębowej; wg tradycji przebudowany na koszt króla Zygmunta Augusta w 1563 roku. W XVI wieku, przez czterdzieści lat w rękach innowierców. W 1791 ochrzczono w nim Kazimierza Brodzińskiego – prekursora polskiego romantyzmu. W 1985 roku przeniesiony do Rozdziela z Królówki. Prostokątna nawa z węższym prezbiterium oddzielonym belką tęczową; z prawej strony kaplica z 1876 roku i zakrystia. Prezbiterium zamknięte trójbocznie. W wejściu bocznym umieszczony gotycki portal z herbem Topór z XV wieku.

Wyposażenie:
- barokowo-ludowe Stacje Męki Pańskiej z XVII wieku,
- zrekonstruowany barokowy ołtarz główny z XVII wieku,
- ołtarze boczne z końca XIX z warsztatu Samka z Bochni,
- obraz Matki Bożej z Dzieciątkiem z 1860 roku namalowany w Oświęcimiu przez Jana Stankiewicza,
- neogotycki ołtarz w kaplicy bocznej z XVII wieku,
- konfesjonał z XVIII wieku, spowiadał w nim dwukrotnie ks. Karol Wojtyła,
- zrekonstruowana chrzcielnica z 1540 i kropielnica,
- resztki polichromii z XVI wieku.

### Inne zabytki
- Kaplica Niepokalanego Serca NMP z 1958 – drewniana, w stylu zakopiańskim, konstrukcji zrębowej; wzniesiona wokół przydrożnej figury z 1846 roku, którą ufundował miejscowy dziedzic w dziękczynieniu za przeżycie rzezi galicyjskiej.

Kaplica wzniesiona w 1958 z inicjatywy ks. Michała Krawczyka; zaprojektowana przez arch. Longina Kokocińskiego z Poznania; poświęcona 22 maja 1962 roku przez ks. Mikołaja Piechurę. Pierwotnie kryta gontem, obecnie blachą. Salowa, zamknięta trójbocznie; w ołtarzu figura Matki Bożej Rozdzielskiej z 1846 roku, która doznaje tu szczególnej czci. Otoczona jest lipami, dlatego często słyszy się nazwę kaplica „pod lipami”.
- Rozdzielskie kapliczki – kilkanaście kapliczek, krzyży i figurek
- Drewniany młyn wiatrowy (wiatrak) na Łopuszu Wschodnim.

## Zbójnik Madej
Z Rozdzielem łączy się legenda o zbóju imieniem Madej, który mieszkał tutaj i napadał kupców podążających z Węgier.

## Szkolnictwo
We wsi Rozdziele szkoła istniała już w 1890 roku. Wcześniej dzieci nauczano po domach. W 1912 roku istniała już szkoła dwuklasowa z trzema pomieszczeniami do nauki dla dzieci oraz kuchnią dla nauczyciela. Obowiązki szkolne wypełniało wtedy 70 uczniów. Przy szkole znajdował się ogródek warzywny. Budynek tej szkoły znajdował się w miejscu dzisiejszego Szkolnego Schroniska Młodzieżowego. Już w latach 50. XX w. zaczęto myśleć o budowie nowej szkoły. Stara szkoła była ciasna, a poza tym jej stan techniczny był coraz gorszy. W latach 70. XX w. rozpoczęto i zakończono budowę szkoły w miejscu dawnego dworu, przy drodze z Limanowej do Bochni. Szkole podstawowej nadano imię Władysława Orkana. W 2003 roku przy szkole powołano gimnazjum, któremu w 2012 roku nadano sztandar i imię Karoliny Kózkówny. Przy szkole działa oddział przedszkolny.

## Kultura

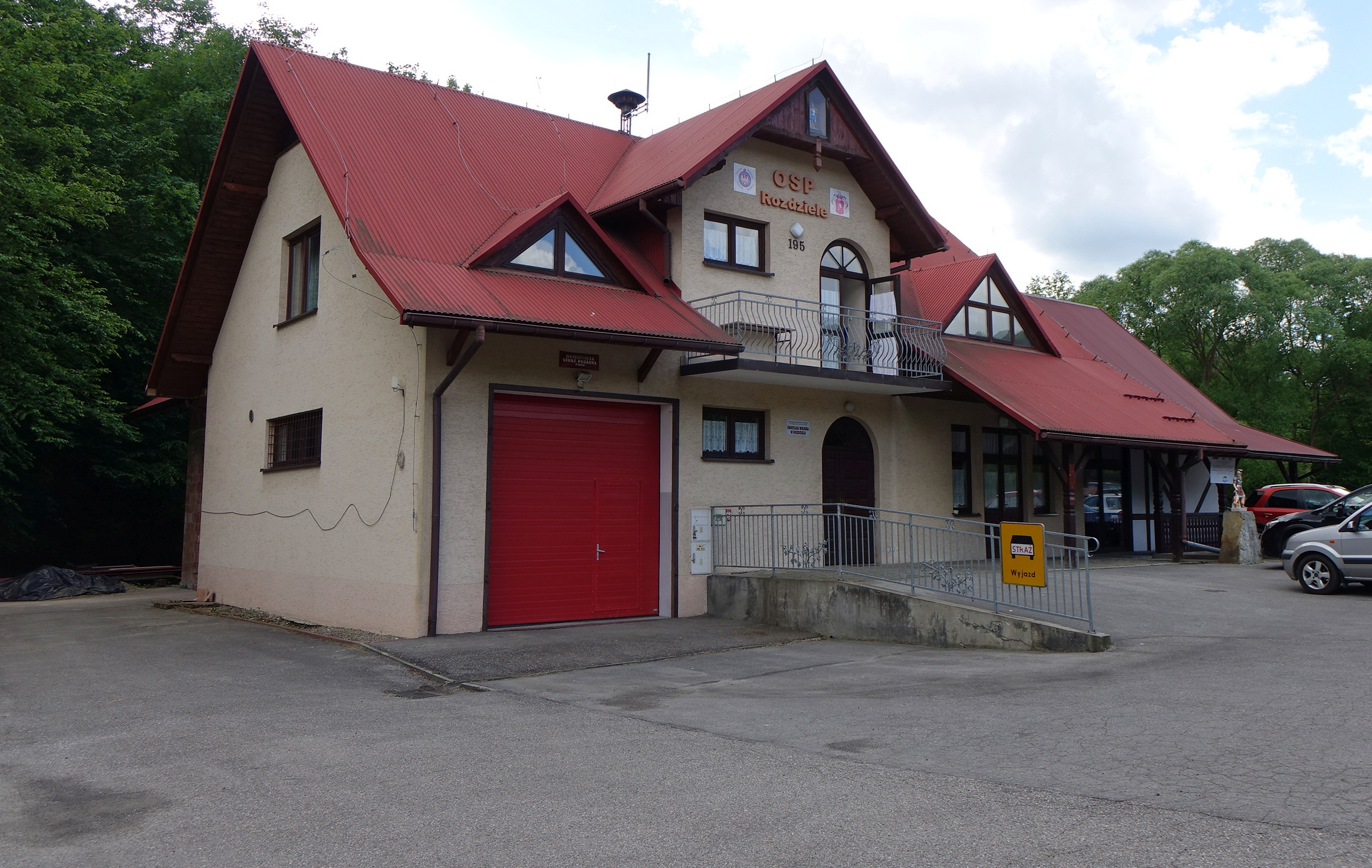
Remiza OSP Rozdziele i świetlica wiejska

We wsi działa Ochotnicza Straż Pożarna, założona w 1957 roku oraz Koło Gospodyń Wiejskich. Prócz tego we wsi znajduje się świetlica wiejska, mająca siedzibę w Wiejskim Domu Ludowym.

## Turystyka

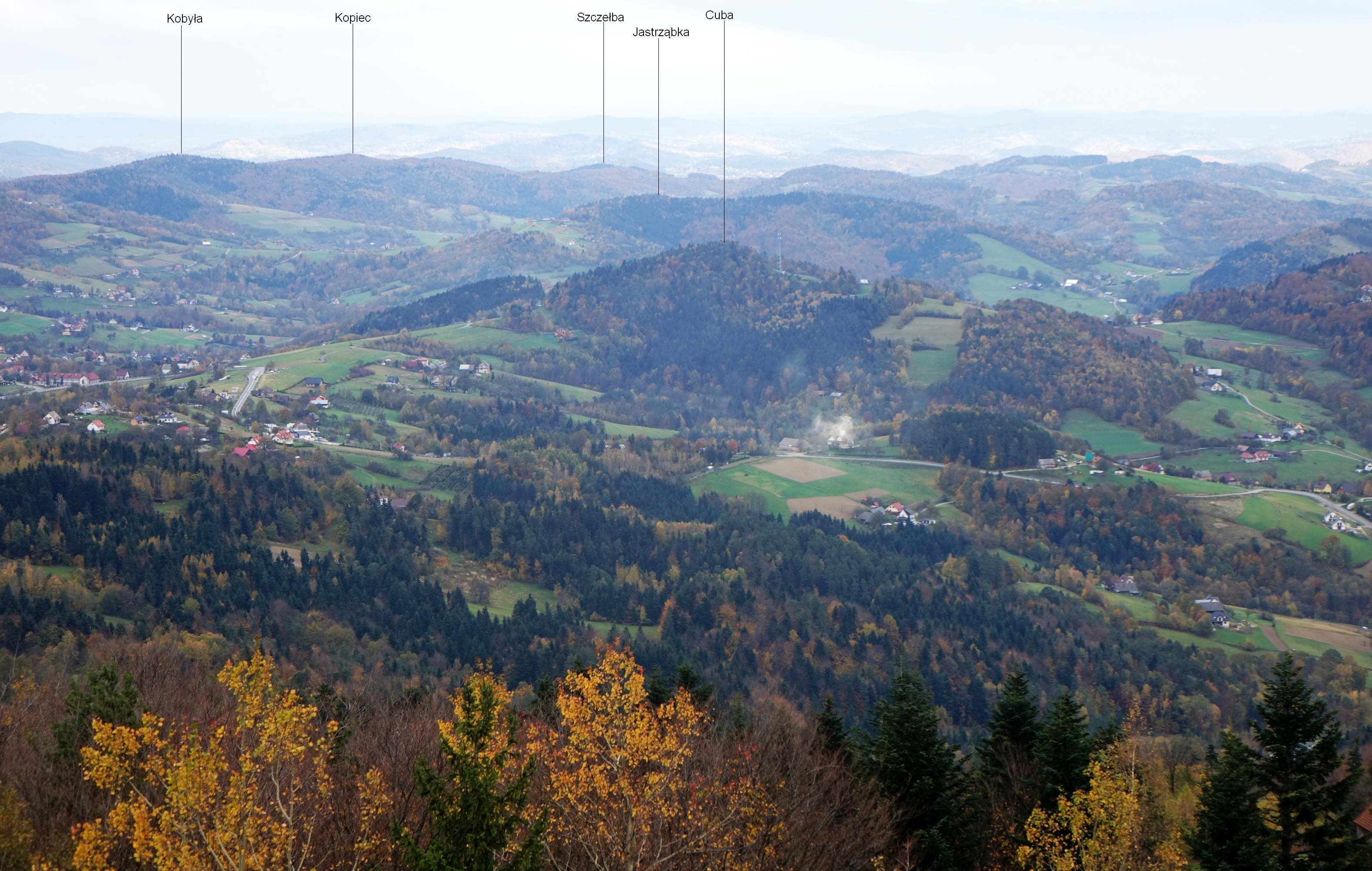
Widok z wieży na Kamionnej, po lewej w dolinie i na stokach wieś Rozdziele

Rozdziele jest typową miejscowością turystyczną i wypoczynkową. Położona pomiędzy zalesionymi szczytami gór Beskidu Wyspowego wieś, jest dobrą bazą wypadową z pobliskich miast: Krakowa czy Bochni. Znajdują się tu dwa schroniska: PTSM i Bacówka nad Wilczym Rynkiem. Istnieje również kilka gospodarstw agroturystycznych, jedno z nich, pod szczytem Łopusza Zachodniego. Przez wieś przebiega niebieski szlak turystyczny z Bochni przez Nowy Wiśnicz, rezerwat przyrody Kamień Grzyb, Lipnicę Murowaną, Paprotną z rezerwatem przyrody Kamienie Brodzińskiego, Rajbrot, Łopusze, przełęcz Widomą i górę Kamionną (obok rezerwatu przyrody Kamionna) do Tymbarku. Ciekawym punktem turystycznym jest punkt widokowy na przełęczy Widoma, z którego w pogodne dni widać nawet Tatry.

## Związani z Rozdzielem
- Aleksander Gryglewski – malarz, profesor Szkoły Sztuk Pięknych w Krakowie, współpracownik Jana Matejki, mąż ziemianki z Rozdziela Emilii Marii z Miczyńskich.
- Adam Stachoń – ksiądz katolicki, malarz
- Czesław Blajda – geograf, etnograf, historyk i społecznik
- Jerzy Orzeł – polski polityk, przedsiębiorca, poseł na Sejm X kadencji, były wojewoda tarnowski
- Józef Jagielski – nauczyciel w Szkole Powszechnej w Rozdzielu
- Stanisław Jagielski – żołnierz, cichociemny
- Tomasz Krzyski, do 1910 Tomasz Dudek – lekarz z tytułem doktora wszech nauk lekarskich, pułkownik lekarz Wojska Polskiego
- Zbójnik Madej – legendarny XIV w. zbójnik z okolic Rozdziela